# Phyllogomphoides stigmatus
Phyllogomphoides stigmatus е вид водно конче от семейство Gomphidae. Видът не е застрашен от изчезване.

## Разпространение
Разпространен е в Мексико (Нуево Леон) и САЩ (Ню Мексико, Оклахома и Тексас).

## Описание
Популацията на вида е стабилна.